# Белавенец, Иван Петрович
Иван Петрович Белавенец (25 мая [6 июня] 1829 — 22 февраля [6 марта] 1878) — учёный, исследователь в области научной навигации морских судов и девиации магнитных компасов, писатель, морской офицер, участник Севастопольской обороны, создатель и первый директор Компасной обсерватории в Кронштадте, капитан 1 ранга.

## Биография
Иван Петрович Белавенец родился 25 мая (6 июня) 1829 года в Поречье (ныне г. Демидов) Смоленской губернии. Представитель русского дворянского рода Белавенцов. Иван был младшим сыном в семье. Вслед за старшими братьями Николаем и Павлом поступил в Морской кадетский корпус, который окончил 1846 году и 24 августа был выпущен в гардемарины. 10 июня 1848 года был произведён в мичманы и оставлен в офицерском классе. С 1848 по 1851 годы служил на Балтийском море на линейных кораблях «Березина», «Кацбах» и «Ретвизан», фрегатах: «Постоянство» и «Церера», на корвете «Наварин» и транспорте «Америка».
7 августа 1851 года был произведён в лейтенанты флота. В 1852—1854 годах принимал участие в кругосветном плавании на фрегате «Паллада» и шхуне «Восток». Провёл в походе важные исследования и магнитные наблюдения, определял девиации магнитных корабельных компасов, принимал участие в гидрографических исследованиях восточного берега Корейского полуострова, одна из высоких гор которого была названа его именем — горой Белавенца. В 1854 году сухопутным путём через Сибирь вернулся в Кронштадт.
В 1855 году, во время Крымской войны, подал рапорт о направлении в Севастополь, где по указанию П. С. Нахимова командовал 11-пушечной батареей на четвёртом бастионе (самый опасный участок обороны), который располагался на Театральной площади. 23 апреля получил тяжёлую контузию в голову и вынужден был покинуть Севастополь. За участие в обороне Севастополя был награждён орденом Святого Владимира 4-й степени с мечами и бантом, а также серебряной медалью на георгиевской ленте с надписью: «За защиту Севастополя». В 1855 году вернулся в Кронштадт. Состоял флаг-офицером при вице-адмирале фон И. И. Шанце на пароходофрегате «Камчатка», затем назначен командиром винтовой лодки «Стерлядь». До конца Крымской войны участвовал в защите кронштадтского рейда от английской эскадры, курсировал между Ораниенбаумом и Лисьим Носом.
В 1855 году опубликовал первую в России обстоятельную работу по девиации компасов (отклонение магнитной стрелки компаса от линии магнитного меридиана вследствие влияния близко расположенных намагниченных тел), что приобретало большое значение для мореплавания в связи с переходом в эти годы к строительству броненосных судов. В 1856—1859 годах И. П. Белавенец был командирован в Америку, где наблюдал за постройкой и штурманским вооружением построенного для России винтового фрегата «Генерал-Адмирал». Изучив особенности магнитного поля фрегата, Белавенец выбрал наилучшие места для установки компасов, что позволило обеспечить проводку корабля из Нью-Йорка в Кронштадт всего за 18 с половиной ходовых дней.
17 октября 1860 года был произведён в капитан-лейтенанты. В 1860—1861 годах командовал пароходом «Курьер», занимался магнитными наблюдениями на Балтийском море. По его проекту западную стенку Купеческой гавани в Кронштадте выкрасили яркими вертикальными полосами, которые в створе с трубою пароходного завода позволяли получать истинные пеленги для наблюдений девиации. В 1862 году был командирован в Англию на Всемирную выставку магнитных компасов в Лондоне «для осмотра и собрания сведений на всемирной выставке по части гидрографической и изучения предмета о девиации компасов». Белавенец был избран членом-корреспондентом Британского съезда учёных и членом жюри выставки по части морских наук и навигации. «За участие в занятиях по устройству всемирной выставки» международное жюри наградило его в 1864 году большой бронзовой медалью.
В 1863 году, вернувшись в Россию, И. П. Белавенец перевел руководство для определения девиации компасов, составленное Эвенсом и А. Смитом, и в Кронштадте прочёл шесть публичных лекций о «Девиации компасов и о компасной обсерватории», а вскоре был вторично командирован в Англию для производства магнитных наблюдений на строившейся броненосной батарее «Первенец» и для установки там компасов. Впервые в мировой истории мореплавания И. П. Белавенец уменьшил магнитное поле корабля, разработав способ уничтожения девиации с использованием метода противоположных курсов.
В декабре 1863 года Белавенцу впервые в мире решил считавшуюся до того времени неразрешимой задачу об установке компаса внутри подводной лодки полковника О. Б. Герна. В 1864 году Белавенец провёл исследования девиация на 110 судах Российского императорского флота: броненосцах, мониторах, винтовых железных и деревянных судах, канонерских лодках, яхтах.
В 1865 году Ивана Петровича основал в Кронштадте первую в России и вторую в мире компасную обсерваторию. 15 марта 1865 года был назначен её начальником. Провёл работы по установке компасов и определению девиации на всех судах флота, разработал методы определения креновой девиации, компенсации локальных источников девиации, уменьшения погрешностей магнитных компасов в высоких широтах, усовершенствовал методы определения полукруговой и четвертной девиации. Пожалован золотым компасом, осыпанным 32 алмазами, с надписью: «за полезные, и ученые труды капитан-лейтенанту Белавенцу» (данный компас стал главной фигурой герба, который был пожалован И. П. Белавенцу 29 октября 1867 года). Был командирован в Англию для заказа инструментов в компасную обсерваторию. 27 марта 1866 года был произведён в капитаны 2-го ранга.
В 1870 году во время путешествия Великого Князя Алексея Александровича по рекам и озёрам до Архангельска И. П. Белавенец на шхуне «Секстан» руководил магнитными съёмками в Белом море и Северном Ледовитом океане. На клипере «Жемчуг» вернулся в Кронштадт. 1 января 1871 года был произведён в капитаны 1-го ранга. В 1872 году был награждён медалью Московской политехнической выставки, в 1873 году — медалью Венской всемирной выставки. В 1873 году И. П. Белавенец изобрёл уникальный прибор для устранения девиации и усовершенствовал многие морские инструменты. В 1875 году был пожалован подарком по чину с вензелем Его Высочества. В 1878 году установил магнитный компас на подводной лодке конструкции И. Ф. Александровского.
За свой ратный и научный труд Беловенец был награждён российскими орденами: Святой Анны 3-й степени (1854), Святого Владимира 4-й степени с мечами и бантом (1855), Святого Станислава 2-й степени (1859), Святой Анны 2-й степени (1867) и прусским орденом Красного Орла 3 степени (1867).
Скончался Иван Петрович Белавенец от разрыва сердца 22 февраля (6 марта) 1878 года в своём доме в Кронштадте. Похоронен на территории церкви в Большой Ижоре, где находилось его имение. В 1987 году в день рождения Белавенца на месте его могилы был открыт памятный знак.

## Публикации
Оригинальные и переводные статьи И. П. Белавенца по девиации, метеорологии, навигации, мореходной астрономии, магнетизму неоднократно печатались в журнале «Морской сборник». Основные публикации:
- Ледяной промысел. — СПб.: Типография Морского министерства, 1861. — 22 с..
- Описание инструментов кораблевождения, представленных на Всемирную выставку в Лондоне. — СПб., 1862. — 18 с..
- О девиации компасов и о компасной обсерватории. — СПб.: Типография Морского министерства, 1863. — 111 с..
- Биографический очерк Арчибальда Смита. — СПб.: Типография Морского министерства, 1865. — 7 с..
- Установка компаса внутри железной лодки. — СПб., 1867. — 75 с..
- О девиации компасов и о дигограмах, с приложением статьи о магнитном состоянии железного броненосца «Первенец». — СПб.: Типография В. Головина у Владимирской церкви, 1865. — 270 с. Архивировано 12 сентября 2014 года. (Книга выдержала шесть дополненных изданий)..
- Магнитные наблюдения, произведенные во время плавания великого князя Алексея Александровича речным путём из Петербурга в Архангельск, Белым морем и Северным Ледовитым океаном в 1870 году. — СПб., 1871..
- Девиационный прибор И. П. Белавенеца, капитана 1-го ранга русского флота, начальника Компасной обсерватории в Кронштадте, члена-корреспондента Британского съезда ученых. — СПб.: Типография В. Безобразова и К°, 1873. — 8 с.[3].

## Семья
- Жена — Белавенец (урожд. Пишчевич) Анна Платоновна, дочь отставного полковника Лейб-гвардии гусарского полка Платона Александровича Пишчевич[13].
- Сын — Белавенец Платон Иванович (ок. 1868—1926) — чиновник Министерства внутренних дел Российской империи. Служил в Вооружённых силах Юга России. Эмигрировал в Югославию[14].
- Сын — Белавенец, Пётр Иванович (1873—1936) — российский военно-морской историк, геральдист, один из основателей отечественной вексиллологии, участник Цусимского сражения, капитан 1-го ранга[15].
- Сын — Белавенец Митрофан Иванович (1874—?) — инженер лесного хозяйства, учёный-лесовод, земский деятель. Эмигрировал во Францию[16].
- Сын — Белавенец Борис Иванович (1876—?) — полковник, участник Русско-японской и Первой мировой войн. Служил в Добровольческой армии. Эмигрировал в Югославию, затем во Францию, позднее в Парагвай[17].

## Память
- Именем И. П. Белавенца в 1854 году названа гора на полуострове Корея на побережье Японского моря, нанесённая на карту экипажем фрегата «Паллада» (приблизительно 38°37′ с.ш., 128°09′ в.д.), в настоящее время русское название на карты не наносится[9][18].